# Клиърфийлд
Клиърфийлд (на английски: Clearfield) е град в окръг Дейвис, щата Юта, САЩ. Клиърфийлд е с население от 25 974 жители (2000) и обща площ от 20,1 km². Намира се на 1361 m надморска височина. ЗИП кодът му е 84015, 84016, 84089, а телефонният му код е 385, 801.